# Penicillidia nudipleura
Penicillidia nudipleura är en tvåvingeart som beskrevs av Dieter Kock 1993. Penicillidia nudipleura ingår i släktet Penicillidia och familjen lusflugor.
Artens utbredningsområde är São Tomé. Inga underarter finns listade i Catalogue of Life.